# سفارة أوكرانيا في الأردن
سفارة أوكرانيا في الأردن هي أرفع تمثيل دبلوماسي لدولة أوكرانيا لدى الأردن. تقع السفارة في مدينة عمان وهي تهدف لتعزيز المصالح الأوكرانية في الأردن.

## وصلات خارجية
- الموقع الرسمي
- قائمة سفارات أوكرانيا
- قائمة السفارات في الأردن